# خان مخك
خان مخك (بالفارسية: کاروانسرای مخک) هو خان تاريخي يعود إلى عصر السلالة الصفوية، ويقع في مقاطعة جهرم.